# أبحاث في التصلب المتعدد
قد تجد الأبحاث في التصلب المتعدد مسارات جديدة للتفاعل مع المرض أو تحسين الوظائف العصبية أو الحد من الهجمات أو إبطاء تطور المرض الكامن. تتضمن العديد من العلاجات الخاضعة للتجارب السريرية عقاقير تُستخدم في أمراض أخرى أو أدوية غير مصممة خصيصًا لمرض التصلب المتعدد. هناك أيضًا تجارب تتضمن مجموعة من الأدوية المستخدمة بالفعل لمرض التصلب المتعدد. أخيرًا، هناك أيضًا العديد من الأبحاث الأساسية التي تهدف إلى فهم المرض بشكل أفضل وقد تساعد في إيجاد علاجات مستقبلية جديدة.
تشمل توجيهات البحث حول علاجات التصلب المتعدد دراسة إمراضية التصلب المتعدد وتغايره، والبحث عن علاجات جديدة أكثر فعالية وملاءمة وتحملًا للتصلب المتعدد الناكس الهاجع، وإيجاد علاجات للأنواع الفرعية المترقية، بالإضافة إلى استراتيجيات الحماية العصبية والبحث عن علاجات فعالة للأعراض.

## العلاجات
أدت التطورات خلال العقود الماضية إلى الموافقة على العديد من الأدوية التي تؤخذ عن طريق الفم. في مارس عام 2019، وافقت إدارة الغذاء والدواء على أقراص كلادريبين (مافينكلاد) لعلاج الأشكال الانتكاسية من التصلب المتعدد لدى البالغين، لتشمل مرض التصلب المتعدد الناكس الهاجع والمرض المترقي الثانوي النشط. من المتوقع أن يزداد انتشار هذه الأدوية وتكرار استخدامها على حساب العلاجات الموجودة سابقًا.
ما تزال العديد من الأدوية الفموية قيد الدراسة، وأبرز مثال على ذلك هو لاكوينيمود، والذي أُعلن عنه في أغسطس عام 2012 ليكون محور تجربة المرحلة الثالثة بعد نتائج مختلطة في التجارب السابقة. أثارت التجارب المبكرة على الهرمون الجنسي الأنثوي، إستريول، بقيادة جزئية من قبل روندا رينيه فوسكول، اهتمامًا بتقليلها الأعراض لدى النساء المصابات بالتصلب المتعدد الناكس الهاجع. بالمثل، تهدف العديد من الدراسات الأخرى إلى تحسين فعالية العلاجات الموجودة وتسهيل استخدامها من خلال استخدام مستحضرات جديدة.
من الأمثلة على ذلك النسخة مبلمرة غليكول البولي إيثيلين من إنترفيرون بيتا 1-ألفا، والتي تتمتع بعمر أطول من الإنترفيرون العادي، لذلك تمت دراسة ما إذا كان إعطاؤها بجرعات أقل تكرارًا له نفس فعالية المنتج الحالي. تمت الموافقة على بيغنتيرفيرون – ألفا – 2أ للاستخدام في الولايات المتحدة في أغسطس عام 2014.
أشارت البيانات الأولية إلى أن ميكوفينولات موفيتيل، وهو دواء مثبط للمناعة يمنع رفض الطعم، قد يكون مفيدًا لدى مرضى التصلب المتعدد. مع ذلك، وجدت مراجعة منهجية أن الأدلة المحدودة المتاحة لم تكن كافية لتحديد آثار ميكوفينولات موفيتيل كعلاج إضافي للإنترفيرون بيتا 1-ألفا لدى الأشخاص المصابين بالتصلب المتعدد الناكس الهاجع.
أثارت الأجسام المضادة وحيدة النسيلة، وهي أدوية بيولوجية من نفس عائلة ناتاليزوماب، مستويات عالية من الاهتمام والبحث. أظهرت الأجسام المضادة وحيدة النسيلة، أليمتوزوماب وداكليزوماب وسي دي20، مثل ريتوكسيماب وأوكرليزوماب وأوفاتوموماب، بعض الفوائد وهي قيد الدراسة كعلاجات محتملة لمرض التصلب المتعدد. مع ذلك، كان استخدامها مصحوبًا أيضًا بآثار ضائرة محتملة الخطورة، وأهمها العدوى الانتهازية. من الأمثلة على هذه الدراسات التطوير الحديث لاختبار حول الأجسام المضادة لفيروس جي سي والذي قد يساعد في معرفة من هم المعرضون لخطر أكبر للإصابة باعتلال بيضاء الدماغ متعدد البؤر المترقي عند تناول ناتاليزوماب. يُحتمل أن يكون للأجسام المضادة وحيدة النسيلة دور في علاج المرض في المستقبل، لكنه سيكون محدودًا بسبب المخاطر المرتبطة بها.
توجد استراتيجية بحثية أخرى وهي تقييم الفعالية المركبة لدواءين أو أكثر. يكمن الأساس المنطقي الرئيسي للعلاج المركب في مرض التصلب المتعدد في أن العلاجات المعنية تستهدف آليات مختلفة للمرض، لذلك، لا يكون استخدامها حصريًا بالضرورة. بالإضافة إلى ذلك، قد توجد حاجة للفعل التآزري، إذ يقوي دواء تأثير آخر. مع ذلك، يمكن أن تظهر أيضًا عيوب هامة مثل آليات العمل المناهضة أو تقوية التأثيرات الثانوية الضارة. رغم وجود العديد من التجارب السريرية حول العلاج المركب، لم تظهر أي آثار إيجابية كافية لاعتباره قابل التطبيق على مرضى التصلب المتعدد.
فيما يتعلق بالعلاجات العصبية الوقائية والتجديدية مثل العلاج بالخلايا الجذعية، رغم وجود أبحاث قيمة حولها في الوقت الحالي، تبقى مجرد أبحاث واعدة بنهج علاجية مستقبلية. بالمثل، لا توجد أي علاجات فعالة للمتغيرات المترقية للمرض. من المحتمل أن تُقيم العديد من الأدوية الحديثة بالإضافة إلى الأدوية قيد التطوير كعلاجات للتصلب المتعدد الأولي المترقي أو الثانوي المترقي، وقد تؤدي فعاليتها المحسّنة عند مقارنتها بالأدوية الموجودة سابقًا في النهاية إلى نتائج إيجابية لدى هذه المجموعات من المرضى.

### الأدوية المعدلة للمرض
تمثل الأدوية المعدلة للمرض تدخلات محتملة قادرة على تعديل المسار الطبيعي للمرض بدلًا من استهداف الأعراض أو معالجة الانتكاسات. توجد أكثر من اثنتي عشرة تجربة سريرية جارية تختبر علاجات محتملة، ويتم ابتكار علاجات جديدة إضافية واختبارها على نماذج حيوانية.
يجب أن تجتاز الأدوية الجديدة العديد من التجارب السريرية للحصول على موافقة الهيئات التنظيمية. عادةً ما تكون المرحلة الثالثة هي المرحلة الأخيرة للاختبار وعندما تكون النتائج كالمتوقع، يتم تقديم طلب الموافقة الرسمية إلى الجهة التنظيمية. تتكون برامج المرحلة الثالثة من دراسات على مجموعات كبيرة من المرضى (300-3000 أو أكثر) وهدفها التقييم النهائي لمدى فعالية وأمان الدواء قيد الاختبار. تعد المرحلة الأخيرة من تطوير العقار ويتبعها تقديمه إلى الوكالات التنظيمية المناسبة (مثل وكالة الأدوية الأوروبية التابعة للاتحاد الأوروبي، وإدارة الغذاء والدواء التابعة للولايات المتحدة، وإدارة السلع العلاجية التابعة لأستراليا، إلخ) للحصول على الموافقة لبدء التسويق. عادةً ما يستغرق العلاج في دراسات المرحلة الثالثة من مرض التصلب المتعدد عامين لكل مريض.

### التصلب المتعدد الناكس الهاجع
توجد حاليًا العديد من تجارب المرحلة الثالثة الجارية، وهناك أيضًا بعض الأدوية التي تنتظر الموافقة بعد الانتهاء من تجاربها. يعد الدواء التالي من الأدوية في المرحلة الثالثة:
- توفاكسين (عن طريق الحقن): لقاح ضد الخلايا التائية الذاتية، يتكون من الخلايا التائية الموهنة ذاتية التفعيل. تم تطويره من قبل شركة أوبيكسا فارما للصناعات الدوائية (المعروفة سابقًا باسم فارما فرونتييرز)، وانتهى من المرحلة II بي في سبتمبر عام 2008، بنتيجة أسفرت عن فشل هدفه الأساسي، رغم أنه في مارس عام 2008، كان ما يزال أداؤه جيدًا. بعد عدة مشاكل مالية، تم منح إذن تجربته في المرحلة الثالثة في عام 2011.[12]